# Ted Skjellum
Ted Skjellum, noto anche con lo pseudonimo di Nocturno Culto (Kolbotn, 4 marzo 1972), è un cantante, chitarrista e bassista norvegese.
È il cantante, chitarrista e bassista del gruppo black metal norvegese Darkthrone, nei quali milita dal 1986.
Per un breve periodo ha suonato anche nei Satyricon con lo pseudonimo di Kveldulv, apparendo in Nemesis Divina e nel VHS Mother North. Inoltre nel 2008 ha fondato i Sarke assieme a Thomas Berglie degli Old Man's Child, pubblicando il disco di debutto Vorunah l'anno successivo.
Attualmente (oltre a continuare a suonare) lavora come maestro in una scuola elementare e ha due figlie. È anche autore di un documentario intitolato The Misanthrope nel quale mette in relazione il black metal e la vita in Norvegia. Ha posseduto inoltre, assieme all'altro componente dei Darkthrone Fenriz, l'etichetta Tyrant Syndicate, la cui attività è terminata nel 2010.

## Discografia

### Con i Darkthrone
- 1991 - Soulside Journey (Peaceville Records)
- 1992 - A Blaze in the Northern Sky (Peaceville Records)
- 1993 - Under a Funeral Moon (Peaceville Records)
- 1994 - Transilvanian Hunger (Peaceville Records)
- 1995 - Panzerfaust (Moonfog Productions)
- 1996 - Total Death (Moonfog Productions)
- 1996 - Goatlord (Moonfog Productions) (registrato nel 1991)
- 1999 - Ravishing Grimness (Moonfog Productions)
- 2001 - Plaguewielder (Moonfog Productions)
- 2003 - Hate Them (Moonfog Productions)
- 2004 - Sardonic Wrath (Moonfog Productions)
- 2006 - The Cult Is Alive (Peaceville Records)
- 2007 - F.O.A.D. (Peaceville Records)
- 2008 - Dark Thrones and Black Flags (Peaceville Records)
- 2010 - Circle the Wagons (Peaceville Records)
- 2013 - The Underground Resistance (Peaceville Records)
- 2016 - Arctic Thunder (Peaceville Records)
- 2019 - Old Star (Peaceville Records)
- 2021 - Eternal Hails...... (Peaceville Records)

### Con i Satyricon

#### Album in studio
- 1996 - Nemesis Divina

#### Raccolte
- 2002 - Ten Horns - Ten Diadems

#### VHS
- 1996 - Mother North

#### Apparizioni in compilation
- 1998 - In Conspiracy with Satan: A Tribute to Bathory

### Con i Sarke

#### Album in studio
- 2009 - Vorunah
- 2011 - Oldarhian
- 2013 - Aruagint
- 2016 - Bogefod
- 2017 - Viige Urh

### Come ospite
- 2004 - Vidsyn, On Frostbitten Path Beneath - voce
- 2004 - Enslaved, Isa - voce di accompagnamento in Isa e Bounded by Allegiance
- 2005 - Scum, Gospels for the Sick - voce in The Perfect Mistake
- 2010 - Abscess, Dawn of Inhumanity - voce d'accompagnamento in The Rotting Land
- 2010 - Triptykon, Shatter - voce d'accompagnamento

## Filmografia
- 2007 - The Misanthrope